# ザ・クインテッセンス
『ザ・クインテッセンス』はクインテッセンス出版が臨床歯科医師を対象として発行している月刊誌。発行部数21,000部。
1982年に「歯科臨床家のための総合学術誌」としてクインテッセンス出版より出版される。